# 스프링닷미
스프링닷미(영어: Spring.me)는 소셜 네트워크 서비스였다. 이전 서비스 이름은 폼스프링(Formspring)이었다. 2013년 5월 13일 서비스를 종료하였으며, 투(Twoo)로 서비스를 이전하였다.